# Raïon de Vyjnytsia
Le raïon de Vyjnytsia (en ukrainien : Вижницкий район) est un raïon situé dans l'oblast de Tchernivtsi en Ukraine. Son chef-lieu est Vyjnytsia.
Avec la réforme administrative du 18 juillet 2020, le raïon est étendu aux dépens du raïon de Putyla. 

## Lieux d’intérêt
Il inclut le parc national de Vyjnytsia.

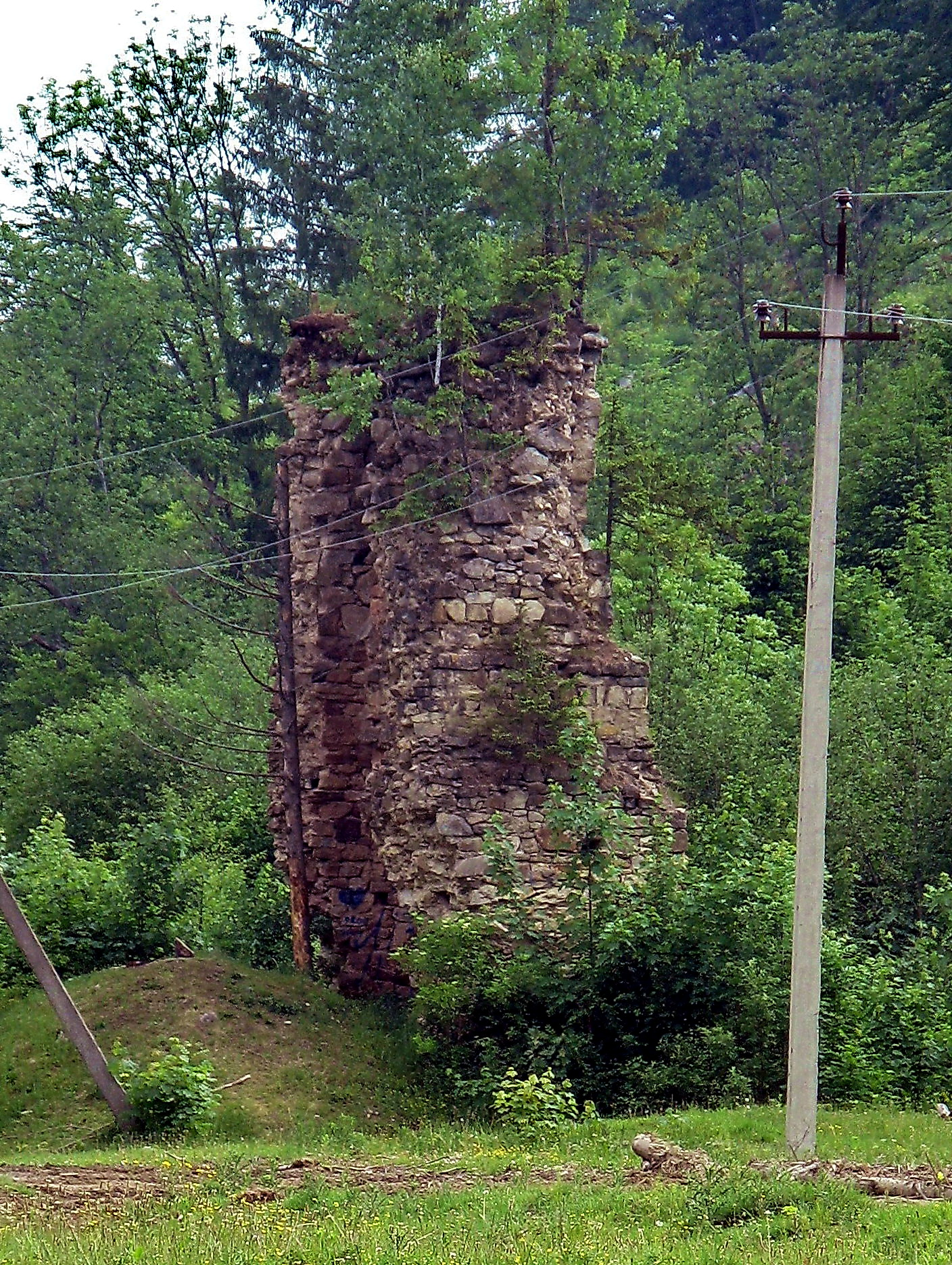
Fourneau, classé[1],
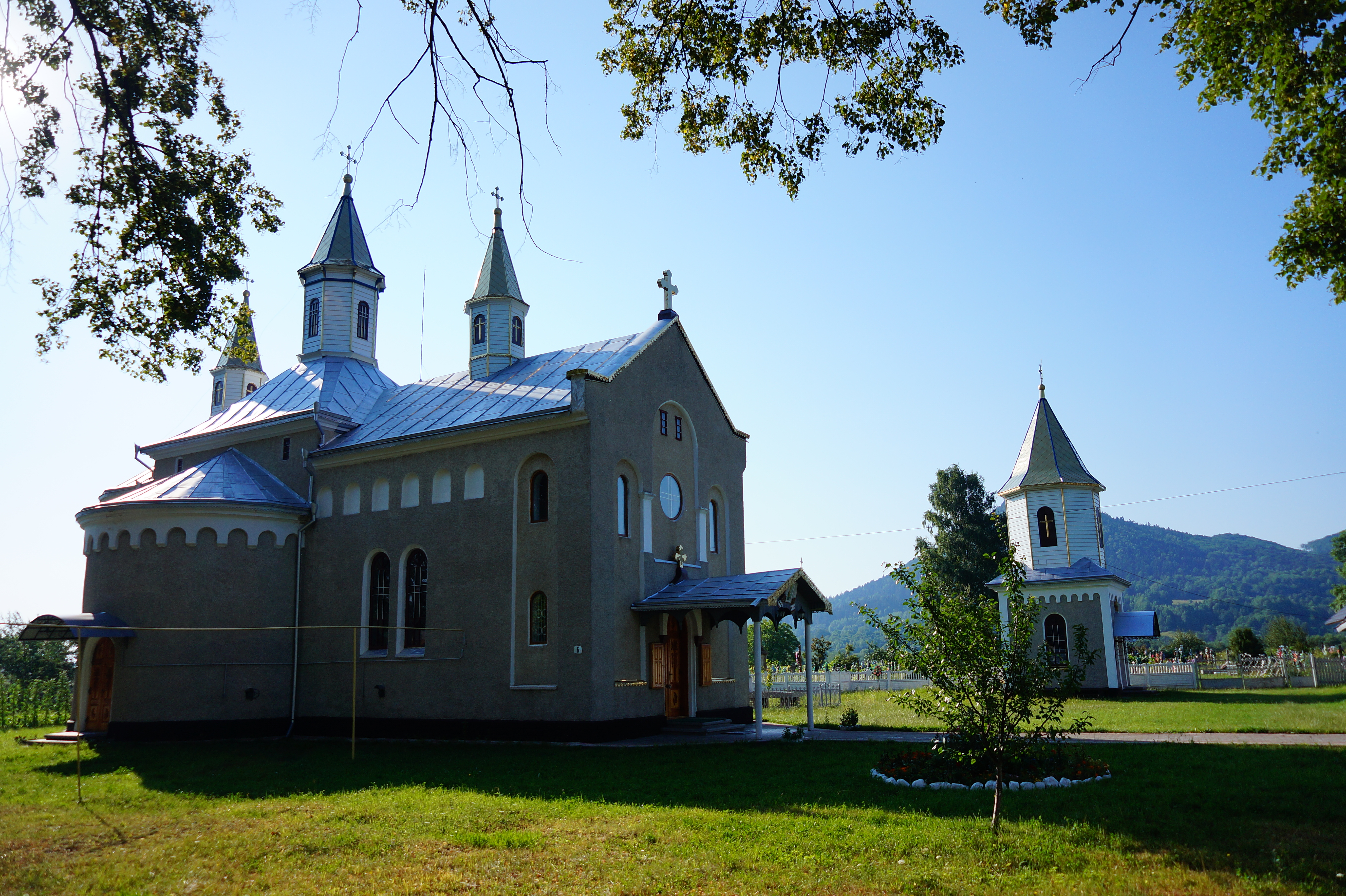
Église Saint-Nicolas et son clocher, classée[2],
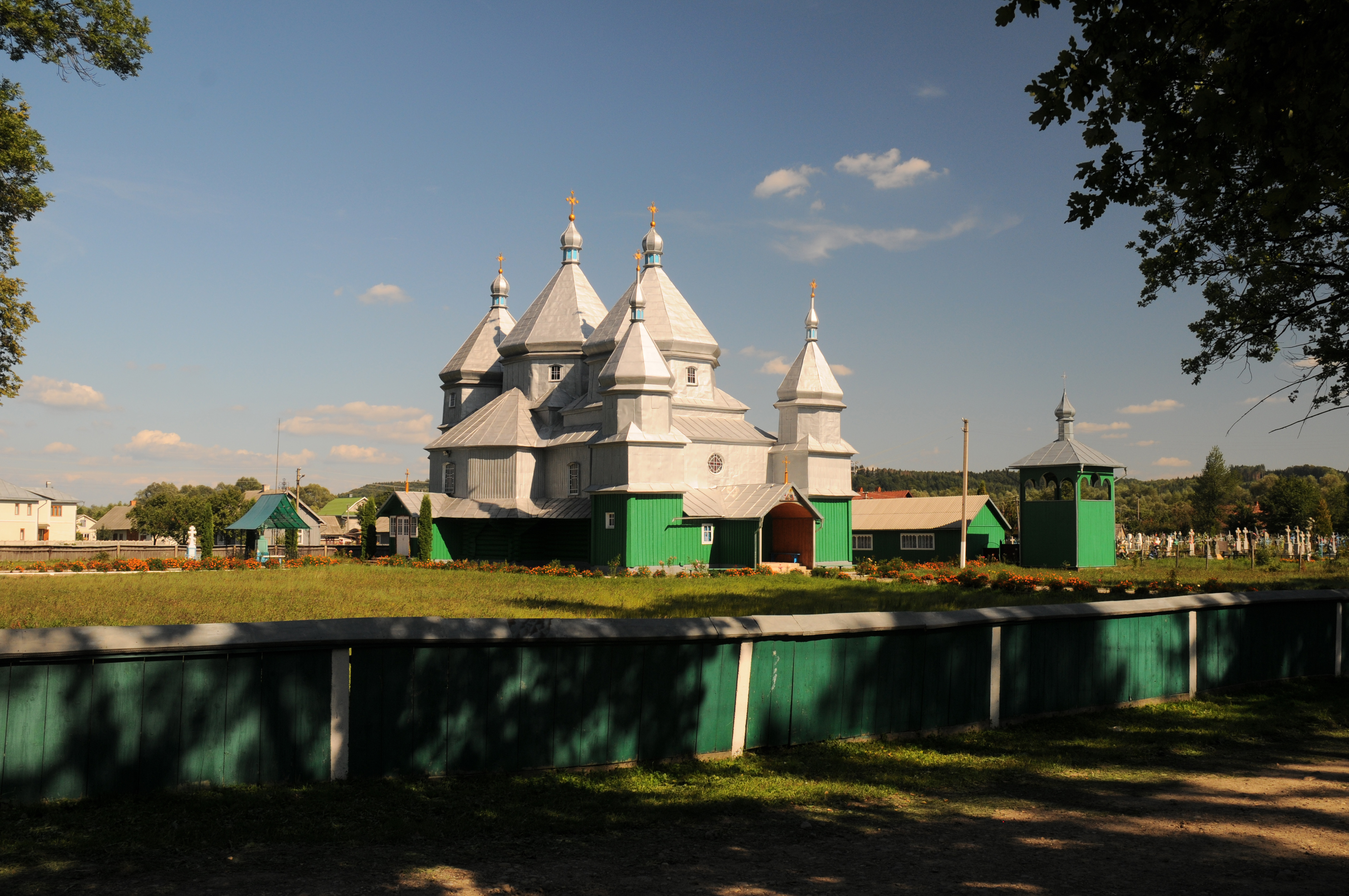
Église, classée[3] à Tchervka,
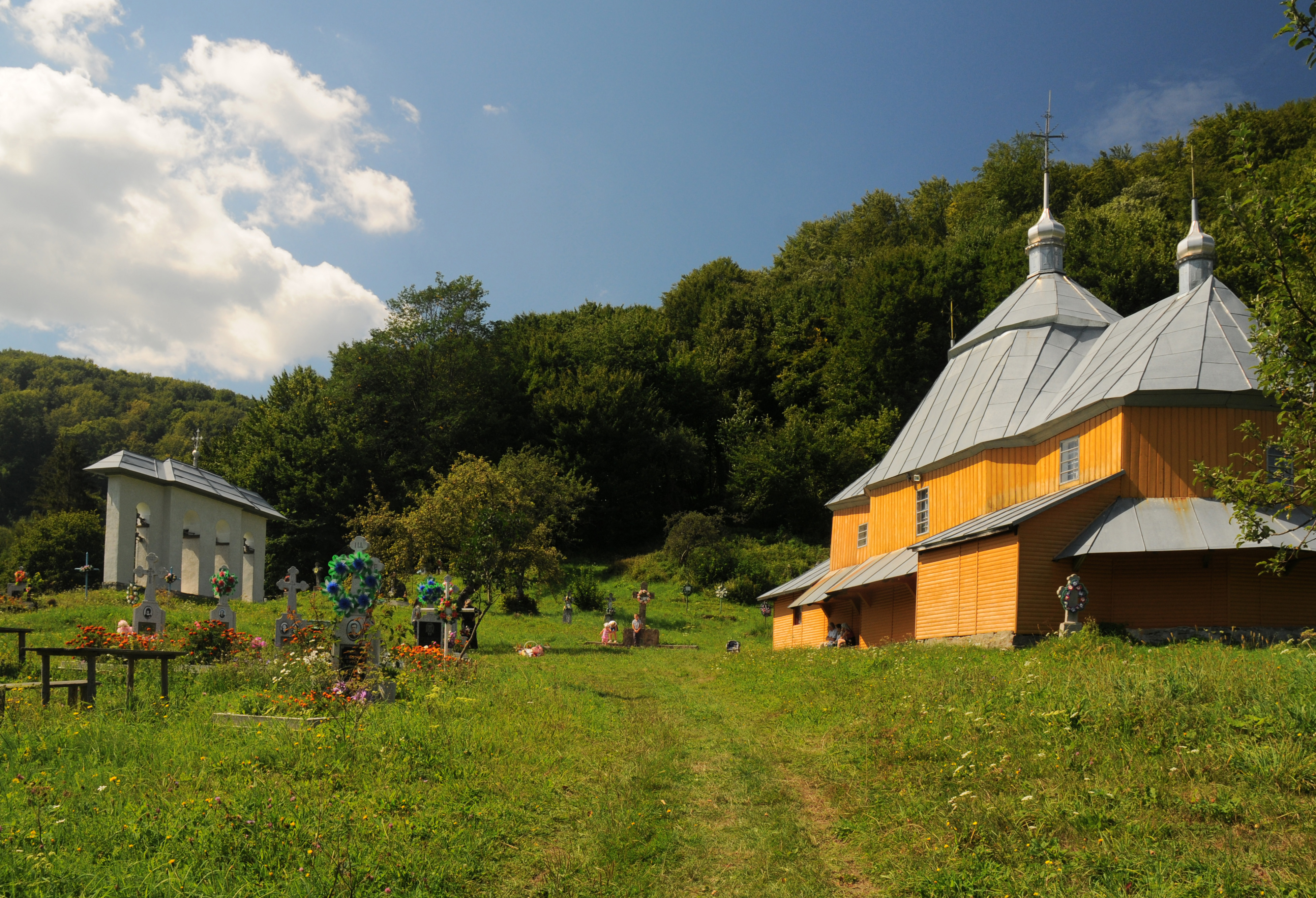
Église Saint-Jean et son clocher, classée[4],
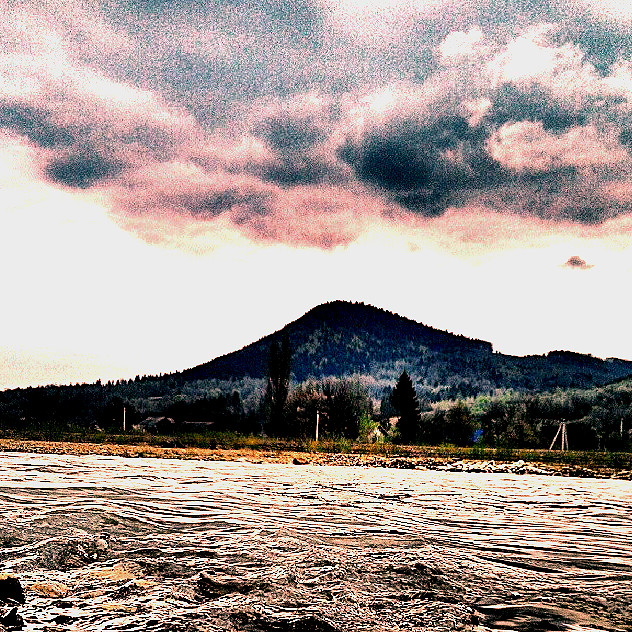
Rocher Sirets, classée[5],
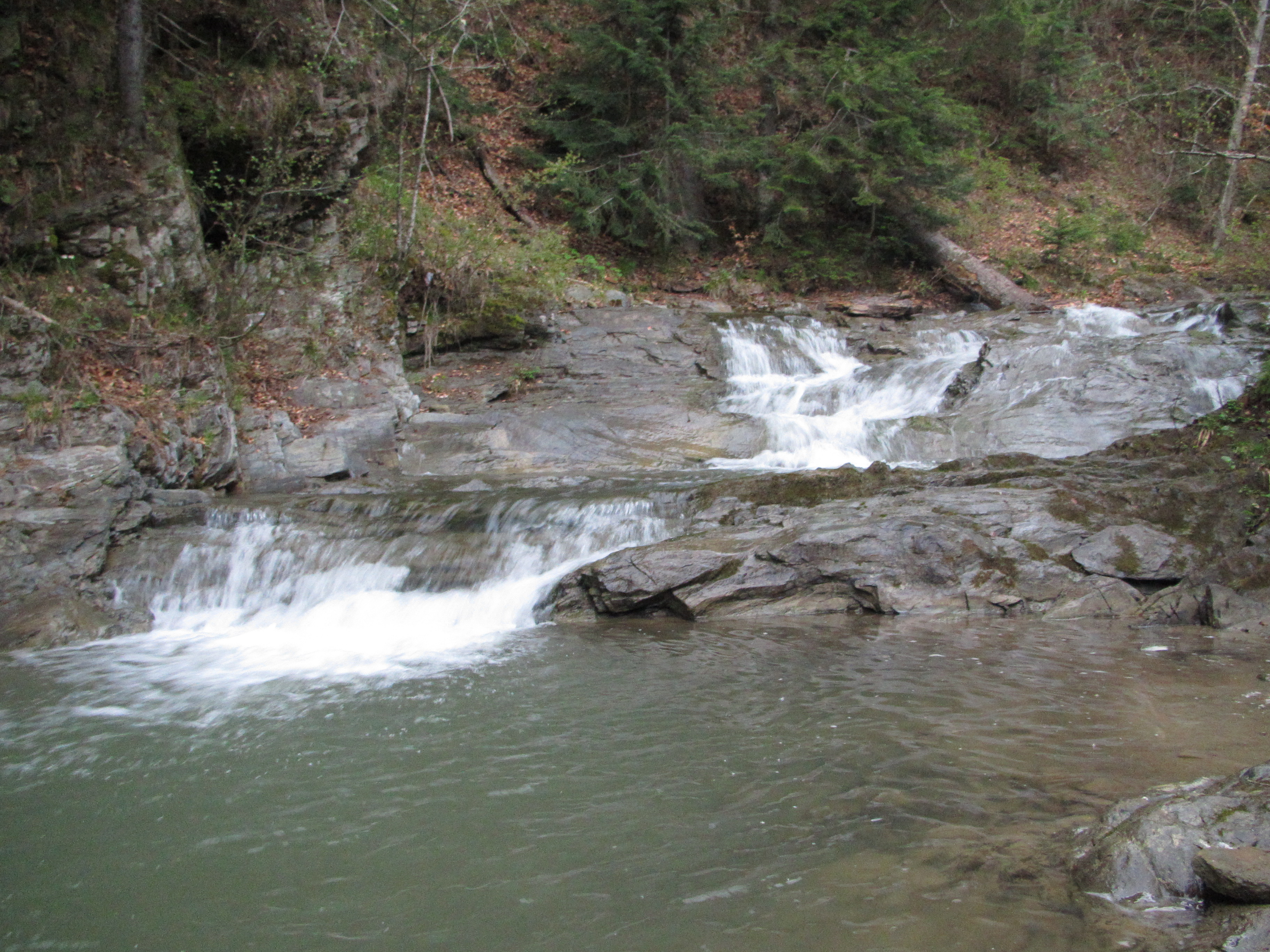
Chutes d'eau de Tchermansky, classée[6].